# 1492 コロンブス
『1492 コロンブス』（いちよんきゅうにころんぶす、1492: Conquest of Paradise）は、1992年公開の映画作品。クリストファー・コロンブスの生涯を描いた作品。コロンブスのアメリカ大陸到達500周年を記念して制作された。

## あらすじ
息子のいるセビリアの修道院に身を寄せる一人のイタリア移民がいた。彼の名はコロンブス。スペイン王国枢密院に自らの「大西洋経由インド行き航路開拓」への援助を訴えるが、当然、そんな無謀な計画に誰も賛成する人はいなかった。
しかし、その話を聞いた船主・ビンソンが興味を持ち、コロンブスとイサベル女王との面会の約束を取り付ける。成功の暁には貴族の位や総督の位など多数の法外な要求をし、もし受け入れられない場合は出家するとまで言ったコロンブス。逆に興味を持ったイサベル女王の援助を取り付け、遂に待望の航海に出発した。

## キャスト
| 役名                           | 俳優                             | 日本語吹替              | 日本語吹替                        |
| 役名                           | 俳優                             | ソフト版                | 日本テレビ版                      |
| ------------------------------ | -------------------------------- | ----------------------- | --------------------------------- |
| クリストファー・コロンブス     | ジェラール・ドパルデュー         | 菅生隆之                | 伊藤孝雄                          |
| サンチェス                     | アーマンド・アサンテ             | 石塚運昇                | 小林修                            |
| イサベル女王                   | シガニー・ウィーバー             | 大橋芳枝                | 新橋耐子                          |
| フェルナンド・コロンブス       | ローレン・ディーン               | 檀臣幸                  | 宮本充                            |
| ベアトリクス                   | アンヘラ・モリーナ               | 塩田朋子                | 香野百合子                        |
| マルチェーナ神父               | フェルナンド・レイ               | 桑原たけし              | 若山弦蔵                          |
| モクシカ                       | マイケル・ウィンコット           | 佐古正人                | 樋浦勉                            |
| マルティン・アロンソ・ピンソン | チェッキー・カリョ               | 小杉十郎太              | 中田浩二                          |
| メンデス                       | ケヴィン・ダン                   | 水野龍司                | 福田信昭                          |
| サンタンヘル                   | フランク・ランジェラ             | 円谷文彦                | 大木民夫                          |
| ボバディリア                   | マーク・マーゴリス               | 筈見純                  | 家弓家正                          |
| アロハス                       | カリオ・セイラム                 | 簗正昭                  | 野沢那智                          |
| フェルナンド（少年期）         | ビリー・L・サリヴァン            | 亀井芳子                | 浦野裕介                          |
| ブイル修道士                   | ジョン・ヘファーナン             |                         | 北村弘一                          |
| ゲバラ                         | アーノルド・ヴォスルー           |                         | 小島敏彦                          |
| バルトロメ                     | スティーヴン・ワディントン       | 菅原正志                | 佐久田修                          |
| ジャコモ                       | フェルナンド・ギーエン・クエルボ | 古田信幸                | 金尾哲夫                          |
| アロンソ                       | ホセ・ルイス・フェラー           | 川津泰彦                | 大塚明夫                          |
| ウタパン                       | ベルセリオ・モヤ                 | 渋谷茂                  | 西村知道                          |
| ディエゴ・コロンブス           | フアン・ディエゴ・ボット         | 古田信幸                | 松本保典                          |
| 国王フェルナンド5世            | フェルナンド・ガルシア・リマダ   |                         | 富山敬                            |
| タラバラ                       | アルバート・ヴィダル             | 糸博                    | 北村弘一                          |
| ペドロ                         | ジャック・テイラー               | 桑原たけし              | 藤本譲                            |
| デュエナ                       | イザベル・プリンツ               | 定岡小百合              | 沢海陽子                          |
| ナレーション                   | N/A                              | 菅原正志                | 大木民夫                          |
| 不明 その他                    | N/A                              | N/A                     | 森一                              |
| 日本語スタッフ                 |                                  |                         |                                   |
| 演出                           | 演出                             | 福永莞爾                | 佐藤敏夫                          |
| 翻訳                           | 翻訳                             | 木原たけし              | 木原たけし                        |
| 効果                           | 効果                             | サウンドボックス        | リレーション                      |
| 調整                           | 調整                             | 熊倉亨                  | オムニバス・ジャパン              |
| 制作                           | 制作                             | 東北新社                | 東北新社                          |
| 解説                           | 解説                             | N/A                     | 水野晴郎                          |
| 初回放送                       | 初回放送                         | 1993年3月21日 VHSに収録 | 1993年9月3日 『金曜ロードショー』 |

## 音楽
『ブレードランナー』以来10年ぶりにヴァンゲリスを起用している。サウンドトラック・アルバムのライナーノーツによれば、リドリー・スコットは「ヴァンゲリスなら15世紀当時と現代の双方に通じる何か」をもたらしてくれると考えて依頼した。

## 評価
レビュー・アグリゲーターのRotten Tomatoesでは22件のレビューで支持率は32%、平均点は4.30/10となった。Metacriticでは21件のレビューを基に加重平均値が47/100となった。

## 備考
- 同時期に同じテーマで制作された『コロンブス』のプロデューサーのアレクサンダー・サルキンド 、イリヤ・サルキンド親子は当初、監督にリドリー・スコットを指名したが、スコットはこれを断り、4ヶ月後、本作の監督になった[6]。
- 原題にコロンブスの名前が入っていないのは、やはり同時期に同じテーマで制作された『コロンブス』（ジョン・グレン監督）と裁判で争って敗訴したためである。